# 法雷拉
法雷拉，是西班牙加泰罗尼亚莱里达省的一个市镇。 总面积63平方公里，总人口100人（2001年），人口密度2人/平方公里。